# Yusuf Balasaguni
Yusuf Khass Hajib Balasaguni va ser un poeta, estatista, visir i filòsof turquès del segle viii. Nasqué a la ciutat de Balasagun, en aquella època, la capital del Kanat qarakhànida, a l'actual Uiguristan. Va escriure el Kutadgu Bilig i la major part de que se sap d'ell prové dels seus propis escrits en aquesta mateixa obra. El seu nom en altres llengües és: àrab: يوسف خاصّ حاجب, Yūsuf Khāṣṣ Ḥājib Balasağuni; kazakh: Жүсіп Баласағұни; uigur: يۈسخ خاس ھاجىپ; kirguís:  Жусуп Баласагын.

## Context
Va néixer a Balasagun, prop de la ciutat de Tokmok. La data de naixement s'estima entre el 1018 i el 1019. El seu pare va ser un home benestant i prominent. Yusuf Balasaguni va estudiar a la seva ciutat natal. La seva obra és influenciat per Avicena, Al-Farabi i Ferdowsi.

## Kutagdu Bilig
Va començar a treballar en el Kutadgu Bilig (túrtuic mitjà: Saviesa de la Reial Glòria) a Balasagun i tenia uns 50 anys quan el va completar a Kashgar. Després de presentar l'obra completa a Karakhanid Hasan ibn Sulayman (pare d'Ali-Tegin) - príncep de Kashgar-, se li va atorgar el títol Khāṣṣ Ḥājib, un títol honorífic similar al de canceller. Alguns estudiosos sospiten que el pròleg del Kutadgu Bilig, que és molt més obertament islàmic que la resta del text, no va ser escrit per Yūsuf, particularment el primer pròleg, que està en prosa, a diferència de la resta del text. Balasaguni va morir i va ser enterrat a Kashgar l'any 1077.

## Tomba de Yusuf Balasaguni
El mausoleu del poeta a Tainap, Kashgar es va erigir el 1865, però va ser destruït el 1972 durant la Revolució Cultural i es va construir una escola al seu lloc. Després de la mort de Mao Zedong, el mausoleu va ser restaurat a la seva ubicació anterior, i l'escola va ser traslladada a un altre edifici. En restaurar el mausoleu, es van descobrir diversos enterraments anònims. La tomba de Yusuf Balasaguni està decorada amb inscripcions en xinès, àrab i uigur.